# Clidemia purpurea
Clidemia purpurea là một loài thực vật có hoa trong họ Mua. Loài này được Pav. ex D. Don mô tả khoa học đầu tiên năm 1823.